# Църни Тимок
 Тази статия е за реката в Сърбия.  За реката в Република Македония вижте Църна.  
Църни Тимок, още Църна река или Кривовирски Тимок, понякога книжовно Черни Тимок (на сръбски: Црни Тимок или Црна река), е река в Източна Сърбия, в историко-географската област Тимошко.
Църни Тимок извира от планината Велики Маленик, част от Кучай, над село Криви вир. Оттам тече на североизток, минава покрай селата Боговина и Метовница и при Зайчар се влива в Бели Тимок, за да образуват заедно река Тимок, наричана понякога Велики Тимок. Дължината на реката е 84 километра.
Областта, през която тече Църни Тимок, е известна като Църна река.